# آبیشک بانرجی (بازیگر)
آبیشک بانرجی (انگلیسی: Abhishek Banerjee؛ زادهٔ ۵ مهٔ ۱۹۸۵) مسئول انتخاب بازیگر و بازیگر هندی است که بیشتر به خاطر ایفای نقش در فیلم‌های زن، گرگینه و سریال اینترنتی دنیای مردگان که از طریق آمازون پرایم ویدئو پخش گردید، شناخته شده‌است.

## دوران ابتدایی زندگی و تحصیلات
بانرجی دوران تحصیلات عالی خود را در شهر دهلی گذراند. محل تولد او کاراگپور در بنگال غربی است که والدینش آنجا زندگی می‌کردند.

## فیلم‌شناسی
به عنوان متصدی انتخاب بازیگر
- ناک اوت (۲۰۱۰)
- هیچ‌کس جسیکا را نکشت (۲۰۱۱)
- عکس کثیف (۲۰۱۱)
- جبار برگشته (۲۰۱۵)
- داستان دو کلمه‌ای (۲۰۱۶)
- راک آن ۲ (۲۰۱۶)
- باشه عزیزم (۲۰۱۷)
- توالت: یک داستان عاشقانه (۲۰۱۷)
- فوق‌ستاره مخفی (۲۰۱۷)
- اجی (۲۰۱۷)
- رسوایی (۲۰۱۹)
- آسمان صورتی است (۲۰۱۹)

به عنوان بازیگر
| سال  | نام فیلم            | نقش            | توضیحات    |
| ---- | ------------------- | -------------- | ---------- |
| ۲۰۰۶ | زعفرانی رنگش کن     |                |            |
| ۲۰۱۱ | هیچ‌کس جسیکا را نکشت |                |            |
| ۲۰۱۳ | فیلم ناطق بمبئی     |                |            |
| ۲۰۱۳ | برو گوآ رفته        |                |            |
| ۲۰۱۷ | فیلاوری             | سوما           |            |
| ۲۰۱۷ | اجی                 |                |            |
| ۲۰۱۸ | زن                  | جانا           |            |
| ۲۰۱۹ | آرجون پاتیالا       |                |            |
| ۲۰۱۹ | دختر رؤیایی         | ماهیندر راجپوت |            |
| ۲۰۱۹ | بالا                | اجو            |            |
| ۲۰۱۹ | ساخت چین            | مأمور          |            |
| ۲۰۲۱ | داستان‌های عجیب      | سوشیل          |            |
| ۲۰۲۲ | بزرگراه             | دی             | فیلم تلوگو |
| ۲۰۲۲ | گرگینه              | جان            |            |
| ۲۰۲۳ | دختر رؤیایی ۲       | شاهرخ          |            |
| ۲۰۲۳ | آپوروا              | سوکا           | [ ۳ ]      |
| ۲۰۲۳ | هنر                 |                |            |
| ۲۰۲۴ | زن ۲                |                |            |
| ۲۰۲۴ | ودا                 |                |            |